# Paralimnophila bicincta
Paralimnophila bicincta là một loài ruồi trong họ Limoniidae. Chúng phân bố ở miền Australasia.